# Camila (filme)
Camila é um filme argentino de 1984, do gênero drama, dirigido por María Luisa Bemberg.
O roteiro, escrito por María Luisa Bemberg, Beda Docampo Feijóo e Juan Bautista Stagnaro, é baseado na história de Camila O'Gorman, personagem da história latino-americana.

## Sinopse
Em 1840, em Buenos Aires, uma jovem da sociedade está noiva de um homem rico. Um dia, durante sua confissão, conhece um padre jesuíta e se apaixona imediatamente. Ele tenta escapar de seus ataques, mas acaba cedendo e eles começam a ter um caso. Indicado ao Oscar

## Elenco
- Susú Pecoraro.... Camila O'Gorman
- Imanol Arias.... Ladislao Gutiérrez
- Héctor Alterio.... Adolfo O'Gorman
- Elena Tasisto.... Joaquina O'Gorman
- Carlos Muñoz.... monsenhor Elortondo
- Héctor Pellegrini.... comandante Soto
- Juan Leyrado
- Cecilio Madanes
- Claudio Gallardou.... Eduardo O'Gorman
- Boris Rubaja.... Ignacio

## Principais prêmos e indicações
Oscar 1985 (EUA)
- Indicado na categoria de melhor filme estrangeiro.

Festival de Havana 1984 (Cuba)
- Venceu na categoria de melhor atriz (Susú Pecoraro).